# Tân Châu (thị xã)
Tân Châu là một thị xã trực thuộc tỉnh An Giang, Việt Nam.
Thị xã Tân Châu cùng với huyện Hồng Ngự thuộc tỉnh Đồng Tháp là điểm đầu nguồn của sông Tiền khi chảy vào Việt Nam.
Thị xã có cửa khẩu quốc tế đường sông Vĩnh Xương. Sản phẩm của thị xã là lụa Tân Châu nổi tiếng bóng láng được nhuộm màu đen bằng trái mặc nưa.

## Địa lý
Thị xã Tân Châu nằm ở phía đông bắc của tỉnh An Giang, cách Thành phố Hồ Chí Minh 208 km về phía đông, cách thành phố Cần Thơ 125 km về phía đông nam, cách thành phố Long Xuyên 73 km về phía đông, cách bờ biển phía đông 220 km và bờ biển phía tây 104 km, có vị trí địa lý:
- Phía đông giáp huyện Hồng Ngự, tỉnh Đồng Tháp với ranh giới là sông Tiền
- Phía tây giáp thành phố Châu Đốc và huyện An Phú
- Phía nam giáp huyện Phú Tân
- Phía bắc giáp huyện Leuk Daek, tỉnh Kandal, Campuchia.

Trên địa bàn thị xã Tân Châu có 3 thành phần dân tộc chủ yếu: Kinh, Hoa và Chăm. Tôn giáo gồm các tín ngưỡng như: Phật giáo, Phật giáo Hòa Hảo, Đạo Cao Đài, Thiên Chúa giáo, Tin Lành, Hồi giáo, Bửu Sơn Kỳ Hương.

## Hành chính

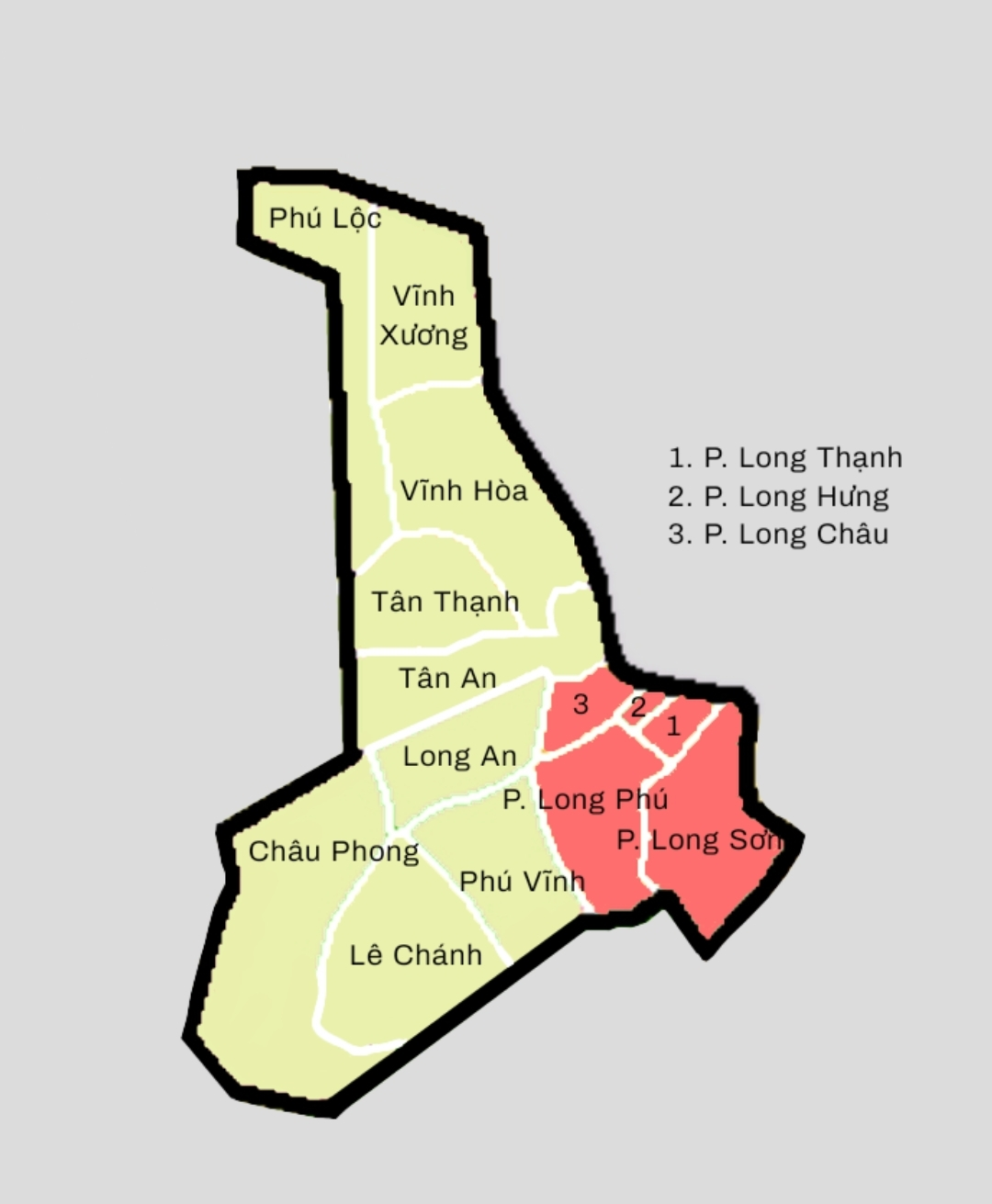

Thị xã Tân Châu có 14 đơn vị hành chính cấp xã trực thuộc, bao gồm 5 phường: Long Châu, Long Hưng, Long Phú, Long Sơn, Long Thạnh và 9 xã: Châu Phong, Lê Chánh, Long An, Phú Lộc, Phú Vĩnh, Tân An, Tân Thạnh, Vĩnh Hòa, Vĩnh Xương được chia thành 67 khóm - ấp.
| P. Long Châu P. Long Phú P. Long Hưng P. Long Thạnh P. Long Sơn X. Phú Lộc X. Vĩnh Xương X. Vĩnh Hòa X. Tân Thạnh X. Tân An X. Châu Phong X. Long An X. Lê Chánh X. Phú Vĩnh Kandal (Cambodia) Prey Veng (Cambodia) T. Đồng Tháp H. Phú Tân TP. Châu Đốc H. An Phú Bản đồ hành chính thị xã Tân Châu, tỉnh An Giang |

| Đơn vị hành chính cấp xã                                       | Phường Long Châu | Phường Long Hưng | Phường Long Phú | Phường Long Sơn | Phường Long Thạnh | Xã Châu Phong | Xã Lê Chánh | Xã Long An | Xã Phú Lộc | Xã Phú Vĩnh | Xã Tân An | Xã Tân Thạnh | Xã Vĩnh Hòa | Xã Vĩnh Xương |
| -------------------------------------------------------------- | ---------------- | ---------------- | --------------- | --------------- | ----------------- | ------------- | ----------- | ---------- | ---------- | ----------- | --------- | ------------ | ----------- | ------------- |
| Diện tích (km²)                                                | 5,71             | 1,18             | 12,00           | 12,75           | 4,42              | 22,13         | 15,08       | 11,21      | 14,99      | 14,56       | 14,76     | 12,31        | 21,13       | 14,21         |
| Dân số (người)                                                 | 7.952            | 11.310           | 11.816          | 9.157           | 13.979            | 19.119        | 6.934       | 9.087      | 3.870      | 9.178       | 11.424    | 6.163        | 8.824       | 12.398        |
| Mật độ dân số (người/km²)                                      | 1.393            | 9.585            | 985             | 718             | 3.163             | 864           | 460         | 811        | 258        | 630         | 774       | 501          | 418         | 872           |
| Số đơn vị hành chính                                           | 3 khóm           | 4 khóm           | 5 khóm          | 3 khóm          | 4 khóm            | 8 ấp          | 4 ấp        | 4 ấp       | 3 ấp       | 4 ấp        | 7 ấp      | 6 ấp         | 7 ấp        | 5 ấp          |
| Nguồn: Kết quả điều tra dân số và nhà ở tỉnh An Giang 1/4/2019 |                  |                  |                 |                 |                   |               |             |            |            |             |           |              |             |               |

## Lịch sử

### Thời phong kiến
Địa danh Tân Châu được hình thành vào năm 1757, ban đầu chỉ là đạo quân đồn trú gọi là đạo Tân Châu. Vị trí của đạo quân này trước nằm ở cù lao Giêng (thuộc huyện Chợ Mới ngày nay). Năm 1832, vua Minh Mạng chia trấn thành các tỉnh, trong đó có tỉnh An Giang ở miền Tây Nam Kỳ. Năm 1836, vùng đất Tân Châu ngày nay thuộc địa bàn tổng An Thành; thuộc huyện Đông Xuyên, phủ Tuy Biên, tỉnh An Giang. Lỵ sở huyện Đông Xuyên đặt tại Long Sơn trên nền thành cũ của Bảo Tân Châu (nay còn địa danh Giồng Thành).

### Thời Pháp thuộc
Năm 1867, thực dân Pháp chia tỉnh An Giang thành các hạt Thanh tra, sau gọi là hạt tham biện, trong đó có hạt Châu Đốc. Năm 1900, các hạt tham biện đổi thành tỉnh và đến năm 1903, quận Tân Châu được thành lập thuộc tỉnh Châu Đốc.
Năm 1929, tổng An Phước được tách ra để thành lập quận Hồng Ngự, sau quận Hồng Ngự được tách ra và sáp nhập vào tỉnh Kiến Phong (nay là thành phố Hồng Ngự và các huyện Hồng Ngự, Tân Hồng thuộc tỉnh Đồng Tháp).
Năm 1939, quận Tân Châu có 2 tổng:
- Tổng An Lạc gồm 3 làng: Hòa Hảo, Phú An, Phú Lâm.
- Tổng An Thành gồm 8 làng: Long Khánh, Long Phú, Long Sơn, Long Thuận, Phú Thuận, Tân An, Vĩnh Hòa, Phú Vĩnh.

### Giai đoạn 1945 – 1954
Sau Cách mạng tháng 8 năm 1945, Ủy ban Kháng chiến Hành chánh Nam bộ chủ trương bỏ cấp tổng, bỏ đơn vị làng, thống nhất gọi là xã, đồng thời bỏ danh xưng quận, gọi thay thế bằng huyện, quận Tân Châu gọi là huyện Tân Châu.
Năm 1947, Ủy ban kháng chiến hành chính Nam Bộ (chính quyền Việt Nam Dân chủ Cộng hòa) thành lập tỉnh Long Châu Tiền, lúc này huyện Tân Châu thuộc tỉnh Long Châu Tiền.
Tháng 6 năm 1951, tỉnh Long Châu Tiền lại hợp nhất với tỉnh Sa Đéc thành tỉnh Long Châu Sa, huyện Tân Châu thuộc tỉnh Long Châu Sa.
Tuy nhiên, tên các tỉnh Long Châu Tiền, Long Châu Sa không được chính quyền Quốc gia Việt Nam của Bảo Đại và chính quyền Việt Nam Cộng hòa công nhận.
Năm 1954, chính quyền Việt Minh giải thể tỉnh Long Châu Sa, đồng thời khôi phục lại tỉnh các Châu Đốc, Long Xuyên và Sa Đéc như cũ.

### Giai đoạn 1954 – 1975
Ngày 22 tháng 10 năm 1956, chính quyền Việt Nam Cộng hòa hợp nhất 2 tỉnh Long Xuyên và Châu Đốc thành tỉnh An Giang, quận Tân Châu thuộc tỉnh An Giang. Quận Tân Châu có 2 tổng là An Thành (gồm 5 xã) và An Lạc (gồm 3 xã); quận lỵ đặt tại xã Long Phú, tổng An Thành.
Ngày 8 tháng 9 năm 1964, chính quyền Việt Nam Cộng tái lập tỉnh Châu Đốc, quận Tân Châu thuộc tỉnh Châu Đốc như trước đây.
Từ năm 1962, chính quyền Việt Nam Cộng hòa bỏ dần, đến năm 1965 bỏ hẳn cấp hành chính tổng, các xã trực tiếp thuộc quận. Quận Tân Châu gồm 9 xã: Hòa Hảo, Long Phú, Long Sơn, Phú An, Phú Lâm, Phú Vĩnh, Tân An, Vĩnh Hòa, Vĩnh Xương; quận lỵ đặt tại xã Long Phú.
Về phía chính quyền Cách mạng, năm 1957, 2 tỉnh Long Xuyên và Châu Đốc cũng hợp nhất thành tỉnh An Giang.
Tháng 12 năm 1968, 4 xã thuộc huyện Tân Châu là Long Sơn, Phú Lâm, Phú An, Hoà Hảo được tách ra để thành lập huyện Phú Tân.
Đến tháng 5 năm 1974 chính quyền Cách mạng lại giải thể tỉnh An Giang, tái lập các tỉnh Long Châu Hà và Long Châu Tiền. Lúc này, huyện Tân Châu được chuyển thành thị xã và là tỉnh lỵ tỉnh Long Châu Tiền.

### Sau năm 1975
Tháng 2 năm 1976, tỉnh An Giang được tái lập, thị xã Tân Châu giải thể và sáp nhập với huyện An Phú thành huyện Phú Châu, tỉnh An Giang. Huyện lỵ đặt tại thị trấn Tân Châu.
Ngày 25 tháng 4 năm 1979, Hội đồng Chính phủ ban hành Quyết định 181-CP. Theo đó:
- Sáp nhập ấp Long Châu của xã Long Phú, một phần ấp Phú An B, ấp Phú Hưng và ấp Phú Hữu của xã Phú Vĩnh vào xã Tân An
- Sáp nhập ấp Tân Thạnh của xã Tân An vào xã Vĩnh Hòa
- Chia xã Tân An thành hai xã lấy tên là xã Long An và xã Tân An
- Sáp nhập ấp Long Hưng của xã Long Phú vào thị trấn Tân Châu
- Thành lập ở vùng kinh tế mới Kinh Năm một xã mới lấy tên là xã Phú Lộc.

Ngày 12 tháng 1 năm 1984, Hội đồng Bộ trưởng ban hành Quyết định 8-HĐBT. Theo đó, thành lập xã Lê Chánh trên cơ sở tách ấp Vĩnh Thạnh của xã Châu Phong ấp Phú Hữu của xã Phú Vĩnh.
Ngày 13 tháng 11 năm 1991, Hội đồng Bộ trưởng ban hành Quyết định số 373-HĐBT chia huyện Phú Châu thành hai huyện An Phú và Tân Châu.
Huyện Tân Châu có thị trấn Tân Châu (huyện lỵ) và 9 xã: Châu Phong, Lê Chánh, Long An, Long Phú, Phú Lộc, Phú Vĩnh, Tân An, Vĩnh Hòa, Vĩnh Xương.
Ngày 19 tháng 5 năm 2003, Chính phủ ban hành Nghị định 53/2003/NĐ-CP. Theo đó, điều chỉnh 165 ha diện tích tự nhiên và 3.484 người của xã Long An về thị trấn Tân Châu quản lý.
Ngày 12 tháng 4 năm 2005, Chính phủ ban hành Nghị định 52/2005/NĐ-CP. Theo đó, Chia xã Tân An thành 2 xã: Tân An, Tân Thạnh.
Ngaỳ 2 tháng 1 năm 2008, Bộ Xây dựng ban hành Quyết định số 02/QĐ-BXD về việc công nhận thị trấn Tân Châu là đô thị loại IV.
Cuối năm 2008, huyện Tân Châu có 11 đơn vị hành chính trực thuộc, gồm thị trấn Tân Châu (huyện lỵ) và 10 xã: Châu Phong, Lê Chánh, Long An, Long Phú, Phú Lộc, Phú Vĩnh, Tân An, Tân Thạnh, Vĩnh Hòa, Vĩnh Xương.
Ngày 24 tháng 8 năm 2009, Chính phủ ban hành Nghị quyết số 40/NQ-CP. Theo đó:
- Điều chỉnh địa giới hành chính 5 xã Phú Lộc, Phú Vĩnh, Lê Chánh, Châu Phong, Long Phú với 2 xã Phú Hữu, Vĩnh Lộc của huyện An Phú và 2 xã Phú Hiệp, Phú Long của huyện Phú Tân.
- Chuyển xã Long Sơn thuộc huyện Phú Tân về huyện Tân Châu quản lý.
- Thành lập thị xã Tân Châu trên cơ sở toàn bộ 17.568,46 ha diện tích tự nhiên và 184.129 người của huyện Tân Châu sau khi điều chỉnh địa giới hành chính.
- Thành lập 3 phường Long Châu, Long Hưng, Long Thạnh trên cơ sở giải thể thị trấn Tân Châu và điều chỉnh địa giới hành chính các xã Long An, Long Sơn.
- Chuyển xã Long Phú sau khi điều chỉnh địa giới hành chính và phần diện tích, dân số còn lại của xã Long Sơn thành 2 phường có tên tương ứng.

Sau khi thành lập, thị xã Tân Châu có có 5 phường và 9 xã như hiện nay. Trụ sở hành chính đặt tại phường Long Thạnh.
Ngày 19 tháng 12 năm 2019, Bộ Xây dựng ban hành Quyết định 1060/QĐ-BXD về việc công nhận thị xã Tân Châu là đô thị loại III trực thuộc tỉnh An Giang.

## Kinh tế
Tân Châu có truyền thống thương mại lâu đời, trước năm 1975 là quận trù phú bậc nhất ở Miền Nam Việt Nam. Hiện đã trở thành thị xã, một trục trong tam giác phát triển của tỉnh An Giang bao gồm Long Xuyên – Châu Đốc – Tân Châu.

### Thương mại

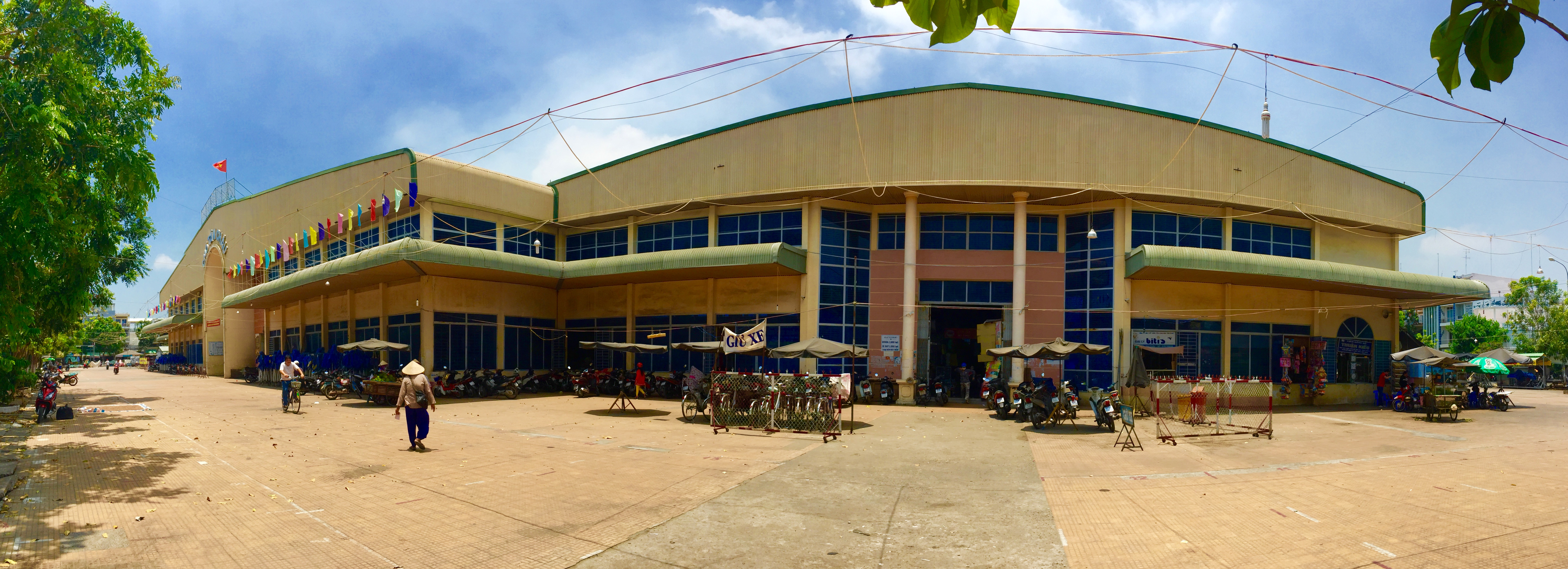
Chợ Tân Châu, phường Long Thạnh

Tân Châu có đường biên giới dài 6,33 km tiếp giáp với tỉnh Kandal của Campuchia cùng với hệ thống kênh rạch chằng chịt tạo những lợi thế riêng cho việc phát triển kinh tế thương nghiệp. Những chính sách ưu đãi đặc biệt của khu thương mại công nghiệp như sau:
- Hàng hóa, dịch vụ nhập khẩu từ nước ngoài vào khu thương mại công nghiệp Tân Châu được miễn thuế nhập khẩu, không phải chịu thuế giá trị gia tăng.
- Các hàng hóa xuất khẩu được miễn thuế xuất khẩu, không phải chịu thuế tiêu thụ đặc biệt.
- Các loại hàng hóa gia công,tái chế,lắp ráp có sử dụng nguyên liệu,linh kiện nhập khẩu thì chỉ phải nộp thuế nhập khẩu đối với phần nguyên liệu, linh kiện cấu thành trong sản phẩm hàng hóa.
- Các nhà đầu tư được miễn thuế thu nhập doanh nghiệp trong thời gian 4 năm kể từ khi có thu nhập chịu thuế, được giảm 50% số thuế thu nhập phải nộp trong 9 năm tiếp theo cùng nhiều ưu đãi đặc biệt khác.

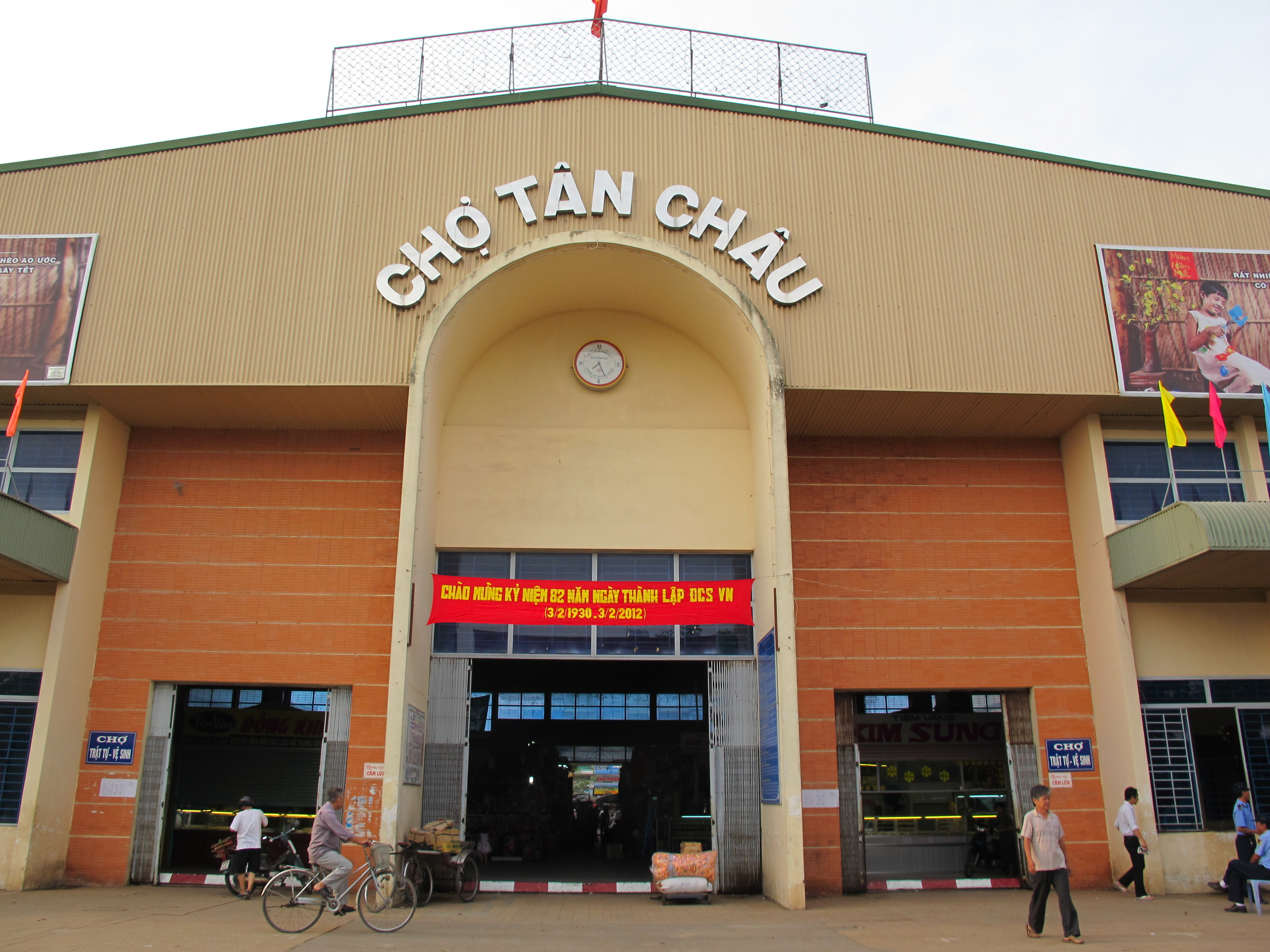
Cổng chợ Tân Châu

### Giáo dục
Trên địa bàn TX có 5 trường THPT:

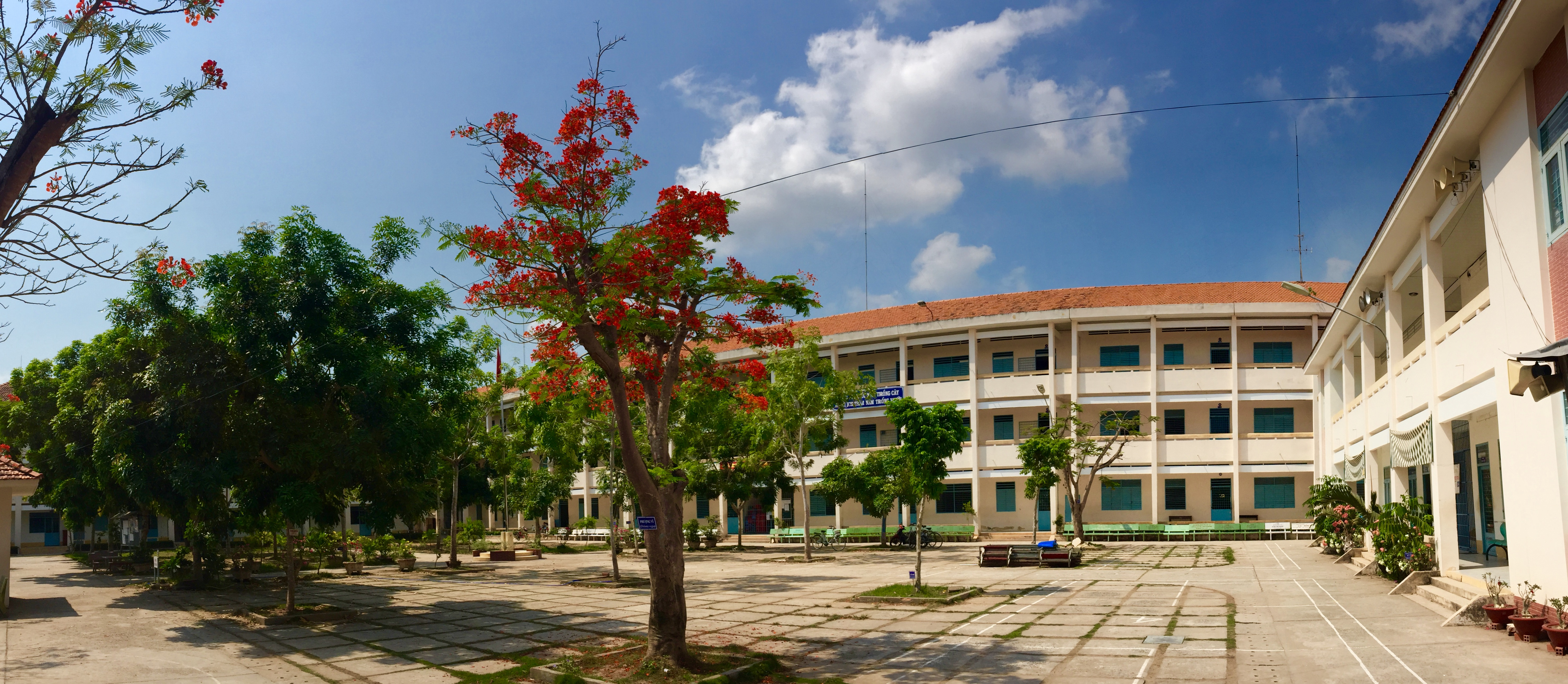
Trường THPT Tân Châu, phường Long Thạnh

- Trường THPT Tân Châu (P. Long Thạnh)
- Trường THPT Nguyễn Sinh Sắc (P. Long Sơn)
- Trường THPT Châu Phong (X. Châu Phong)
- Trường THPT Nguyễn Quang Diêu (X. Tân An)
- Trường THPT Vĩnh Xương (X. Vĩnh Xương).

## Dân số
Tính đến ngày 31/12/2022, thị xã Tân Châu có 176,70 km² diện tích tự nhiên, quy mô dân số là 141.342 người, mật độ dân số đạt 799 người/km².

## Du lịch

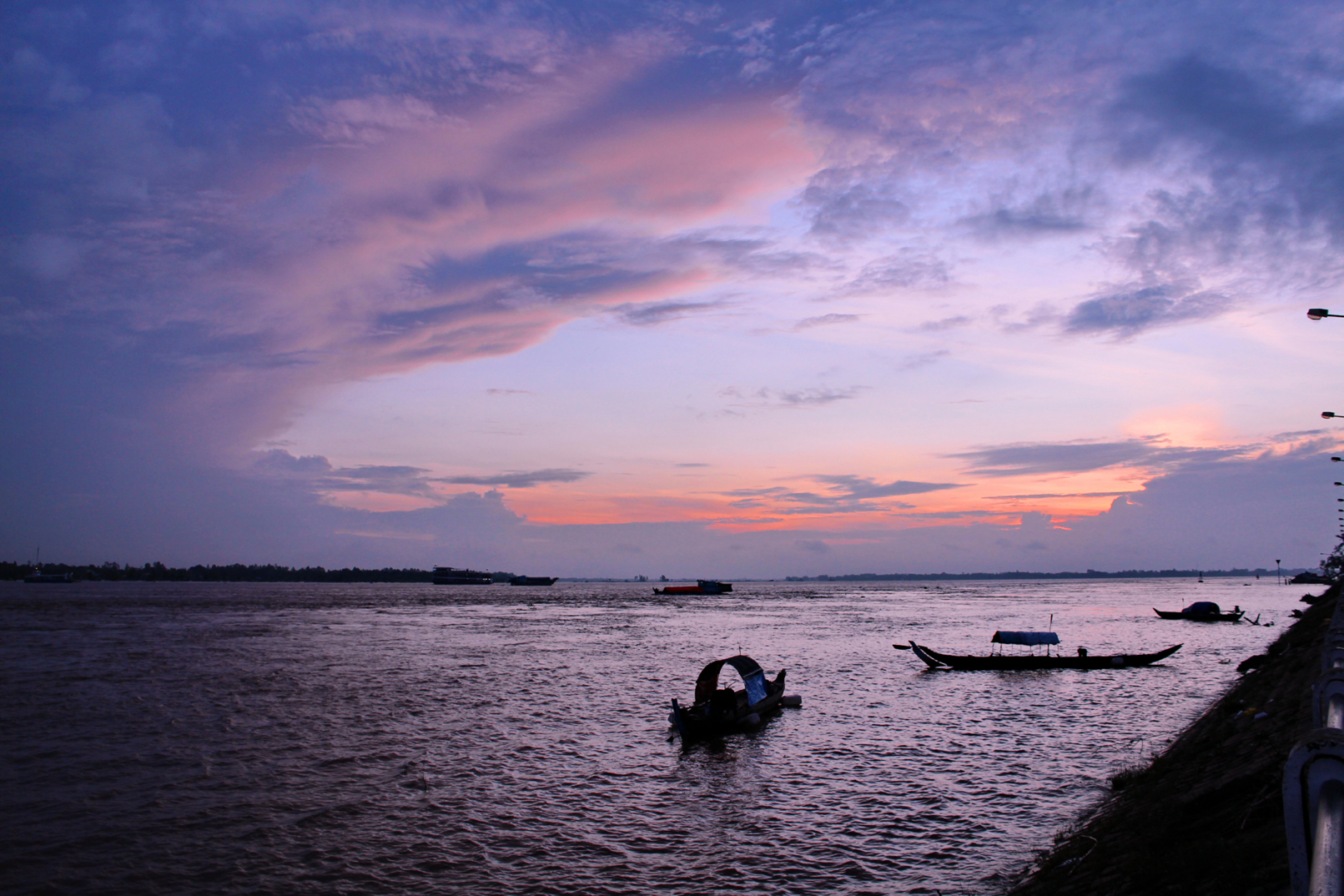
Bình minh tại bờ sông Tân Châu

Ngoài những điều kiện thuận lợi về giao thông đường thủy, khi con đường cao tốc xuyên Á hoàn thành, Tân Châu sẽ nằm trên con đường đưa khách du lịch từ Campuchia qua Việt Nam và ngược lại. Nắm bắt những lợi thế đó,thị xã đã bắt đầu khai thác và quảng bá các thế mạnh về du lịch của mình, đó là những lễ hội truyền thống được tổ chức hàng năm như lễ hội văn hóa Tân Châu, lễ hội Mùa nước nổi, lễ hội văn hóa dân tộc Chăm kết hợp với du lịch sinh thái, nghỉ dưỡng.
Chùa Núi Nổi: Nằm cách thị xã Tân Châu (An Giang) khoảng 9 km, núi Nổi thuộc xã Tân Thạnh nằm giữa đồng rộng mênh mông, vào mùa nước lũ, ngọn núi như bồng bềnh trên mặt nước. Vị thế kỳ lạ khiến nơi đây quanh năm thu hút khách du lịch đến chiêm bái, viếng cảnh,...
Chùa Giồng Thành (tên chữ Long Hưng tự) thuộc phường Long Sơn là một ngôi cổ tự danh tiếng của tỉnh An Giang; và là một di tích đã được Bộ Văn hóa – Thông tin công nhận, xếp hạng cấp Quốc gia vào ngày 12/12/1986. Chùa Giồng Thành tọa lạc trên một khu đất rộng, nhiều cây cối tươi tốt, cách đường lộ nhựa Phú Tân – Tân Châu và hữu ngạn sông Cái Vừng (một đoạn của sông Tiền) khoảng 300m, và chỉ cách trung tâm thị xã Tân Châu 3 km.

## Giao thông
Các tuyến đường phố chính: Trần Hưng Đạo, Trần Phú, Tôn Đức Thắng, Lê Văn Duyệt, Nguyễn Tri Phương, Nguyễn Huệ, Nguyễn Văn Linh, Nguyễn Văn Cừ, Thoại Ngọc Hầu, Trường Chinh,...
Hiện nay, thị xã Tân Châu có 3 tuyến tỉnh lộ chính: TL.952 nối Tân Châu – Cửa Khẩu Quốc tế Vĩnh Xương; TL.953 nối Tân Châu – Châu Đốc; TL.954 nối Tân Châu – Phú Tân.
Cầu Tân An bắc qua kênh Xáng Tân An đã hoàn thành và đưa vào sử dụng từ đầu năm 2019, giúp rút ngắn thời gian lưu thông từ trung tâm thị xã đến cửa khẩu Vĩnh Xương.
Cầu Châu Đốc thuộc dự án xây dựng tuyến đường liên kết vùng (N1) đoạn từ thị xã Tân Châu đến thành phố Châu Đốc, kết nối với tỉnh Kiên Giang và Đồng Tháp. Đây là công trình giao thông cấp I với tổng chiều dài tuyến gần 21 km, trong đó tuyến chính dài hơn 17 km với điểm đầu tại nút giao với đường tỉnh 954, phường Long Sơn (thị xã Tân Châu) và điểm cuối tại nút giao với quốc lộ 91, phường Vĩnh Mỹ, thành phố Châu Đốc. Công trình cầu Châu Đốc là một dấu ấn quan trọng, kết nối thông thương với cửa khẩu quốc tế Vĩnh Xương. Kết nối theo trục ngang các tỉnh Tây Nam Bộ nằm trên trục biên giới Long An, Đồng Tháp, An Giang và Kiên Giang.
Quốc lộ 80B có điểm đầu kết nối với quốc lộ 80 thuộc địa bàn xã Tân Phú Đông, thành phố Sa Đéc và điểm cuối tại cửa khẩu Vĩnh Xương, thị xã Tân Châu. Đi qua các địa phương: thành phố Sa Đéc, huyện Lấp Vò của tỉnh Đồng Tháp và huyện Chợ Mới, huyện Phú Tân, thị xã Tân Châu của tỉnh An Giang. Các tuyến đường tỉnh ĐT.942, ĐT.954, ĐT.953, ĐT.952 địa phận tỉnh An Giang đã được điều chỉnh thành Quốc lộ 80B tại Quyết định số 83/QĐ-BGTVT ngày 26/01/2024 của Bộ GTVT với tổng chiều dài khoảng 90,77 km 

## Danh nhân
- Học giả Nguyễn Chánh Sắt
- Nhà yêu nước Trần Hữu Thường
- Soạn giả Thái Thụy Phong
- Nhà Thơ Viễn Phương
- Nghệ sĩ cải lương Linh Tâm
- Ca sĩ Quách Tuấn Du.